# Межзвёздный объект
Межзвёздные объекты — объекты (кометы, астероиды и т.д.), которые находятся в межзвёздном пространстве, не связанные силами тяготения с какой-либо звездой.
Межзвёздный объект может быть выявлен только если он проходит через нашу Солнечную систему вблизи от Солнца или если он отделился от облака Оорта и начал двигаться по сильно вытянутой гиперболической орбите, не связанной с гравитацией Солнца.
Первым выявленным межзвёздным объектом стал 1I/Оумуамуа. Объекты со слабо гиперболическими траекториями уже наблюдались, но траектории этих объектов говорят, что они были выброшены из облака Оорта, то есть образовались в нашей Солнечной системе, а не у другой звезды или в межзвёздной среде.

Современные модели образования облака Оорта показывают, что большинство объектов выбрасывались из него в межзвёздное пространство, и только малая часть оставалась в облаке. Расчёты показывают, что количество выброшенных из облака объектов в 3-100 раз больше тех, что в нём остались. По другим моделям количество выброшенных объектов составляет 90-99 % всех образовавшихся там объектов и нет никаких оснований полагать, что в других звёздных системах образование объектов происходит по каким-либо иным механизмам, исключающим подобное рассеивание.
Межзвёздные объекты должны время от времени проходить через внутреннюю часть Солнечной системы, они должны подходить к Солнечной системе с различными скоростями, преимущественно из области созвездия Геркулеса, поскольку Солнечная система движется именно в этом направлении.
Учитывая крайнюю редкость объектов со скоростью движения, превышающей скорость убегания от Солнца (до сих пор обнаружено лишь три таких объекта: 1I/Оумуамуа, комета 2I/Borisov, комета 3I/ATLAS), можно сделать вывод, что существует верхний предел плотности объектов в межзвёздном пространстве. Предположительно плотность межзвёздных объектов не может превышать 1013 объектов на кубический парсек. Согласно другим анализам, проведённым LINEAR, верхний предел втрое меньше — находится на уровне в 4,5⋅10−4 на одну кубическую астрономическую единицу в кубе (3⋅1012 объектов на кубический парсек).
В редких случаях межзвёздные объекты могут быть захвачены при прохождении через Солнечную систему и переведены тяготением Солнца на гелиоцентрическую орбиту. Компьютерное моделирование показывает, что Юпитер — единственная планета, которая достаточно массивна для того, чтобы захватить такой объект и перевести его на околосолнечную орбиту, но вероятность подобного захвата — раз в 60 миллионов лет. Примером такого объекта, возможно, является комета 96P/Махгольца, которая имеет очень необычный химический состав, схожий с составом межзвёздной среды, из которой она и могла образоваться.
Восемь гиперболических комет являются хорошими кандидатами на статус межзвёздных объектов, поскольку все они имеют V∞ <-1,5 км/с: C/1853 R1 (Брунса), C/1997 P2 (Spacewatch), C/1999 U2 (SOHO), C/2002 A3 (LINEAR), C/2008 J4 (Макнота), C/2012 C2 (Брюэнье), C/2012 S1 (ISON) и C/2017 D3 (ATLAS). Если эти данные подтвердятся, то астероид Оумуамуа потеряет статус первого межзвёздного объекта, уступив его комете C/1853 R1, открытой К. Брунсом в 1853 году.
Некоторые футуристы возлагают на эти объекты большие надежды, связанные с межзвёздными путешествиями. По их мнению, к такому объекту может быть пристыкована небольшая первичная база, которая в дальнейшем будет его использовать как источник топлива для управляемого термоядерного синтеза, источник рабочего тела для ионных двигателей, источник стройматериалов для космического строительства на месте и т. д., избавляя от необходимости разгонять всю эту колоссальную массу. Для этого необходимо, чтобы объект летел в требуемом направлении хотя бы «с точностью до созвездия». Это будет «полезное приобретение», так как с точки зрения эффекта Оберта такое небесное тело можно рассматривать как заранее разогнанное топливо и заранее разогнанную дополнительную ступень, что повышает эффективность суммарной системы экспоненциальным образом. Есть и сложности: необходимость дальнего обнаружения, экспресс-анализа состава и параметров траектории, а также необходимость десятилетиями ожидать пролёта такого объекта в допустимом диапазоне направлений, сохраняя при этом полную готовность к срочному сходу с околоземной орбиты ожидания и вылету на стыковку.

## Оумуамуа
1I/Оумуамуа — первый обнаруженный межзвёздный объект, пролетающий через Солнечную систему. Он был открыт Робертом Уриком 19 октября 2017 года на основе данных телескопа Pan-STARRS, когда астероид был на расстоянии 0,2 а.е. от Земли. Было рассчитано, что астероид прошёл через перигелий 9 сентября 2017 года и был на расстоянии 0,161 а.е. от Земли 14 октября 2017 года.
Сто лет назад 1I/Оумуамуа находился на расстоянии примерно 559 а.е. (84 миллиарда км) от Солнца и двигался со скоростью 26 км/с в его направлении. Астероид продолжал ускоряться, пока не достиг максимальной скорости в перигелии (87,7 км/с).

## Комета Борисова
30 августа 2019 года крымский астроном-любитель Геннадий Борисов открыл ещё один межзвёздный объект — комету 2I/Borisov.

## Метеориты 2014 и 2017 годов
8 января 2014 года метеорит CNEOS 2014-01-08 (IM1) диаметром менее полуметра вошёл в атмосферу Земли над Папуа — Новой Гвинеей со скоростью 60 км/с, что намного больше, чем у небесных тел, движущихся по орбитам внутри Солнечной системы. Астрономы из Гарвардского университета заинтересовались этим метеоритом в 2019 году, и проведённые ими расчёты показали, что с вероятностью 99 % этот объект является межзвёздным. Однако соответствующая статья из базы arXiv.org так и не прошла экспертную оценку и не была опубликована ни в одном из научных журналов. Тем не менее, в 2022 году Космическое командование США подтвердило, что анализ 2019 года был «достаточно точен, чтобы подтвердить межзвёздную траекторию». Это подтверждение делает метеорит 2014 года первым известным межзвёздным объектом, который на памяти человечества когда-либо прилетал в Солнечную систему.
В 2022 году было объявлено об открытии второго межзвёздного метеорита CNEOS 2017-03-09 (IM2), вошедшего в атмосферу Земли в 2017 году недалеко от Португалии. CNEOS 2017-03-09 (IM2), был в 10 раз массивнее, чем IM1 и имел диаметр примерно 1 м. Он двигался со скоростью 40 км/с (по сравнению с 60 км/с у IM1) относительно локального стандарта покоя, что существенно превышает средние относительные скорости звёзд в окрестностях Солнечной системы. И IM1, и IM2 распались низко в атмосфере Земли, несмотря на их необычно высокие скорости. Оценки прочности этих двух метеоритов (194 МПа для IM1 и 75 МПа для IM2, у железных метеоритов максимальный предел прочности составляет 50 МПа) на основе высоты их взрыва в атмосфере показывают, что они состояли из тугоплавких металлов, прочнее железа, что даже породило версию, что они могут являться искусственными межзвёздными зондами. Для метеоритов из Солнечной системы подобная прочность нехарактерна: так, в каталоге CNEOS из 273 метеоритов IM1 и IM2 заняли первое и третье место по прочности. К местам падения IM1 и IM2 планируются экспедиции, которые займутся поиском возможных остатков от них.

## 3I/ATLAS
1 июля 2025 года телескоп системы ATLAS в Чили обнаружил в Стрельце относительно яркий (~18V) объект, первоначально получивший обозначение A11pl3Z. На следующий день МАС зарегистрировал его под обозначением 3I/ATLAS (как 3-й открытый межзвёздный объект) или C/2025 N1 (ATLAS) (как непериодическую комету). Судя по его эксцентриситету (ε=6,27) он является не только межзвёздным объектом, но и объектом с самым большим эксцентриситетом из когда-либо обнаруженных прежде. Объект достигнет максимальной яркости в октябре, достигнув звёздной величины 15,5m и станет доступным крупным любительским телескопам.